# Kalakia
Kalakia  (лат.) — монотипный либо олиготипный род двудольных растений семейства Зонтичные (Apiaceae). Впервые выделен финским ботаником Рейно Олави Алавой в 1975 году.

## Систематика, классификация
Как правило, считается монотипным родом с единственным видом Kalakia stenocarpa (Bornm. & Gauba) Alava. В составе рода иногда выделяется также вид Kalakia marginata (Boiss.) Alava, однако статус таксона остаётся неразрешённым, чаще его считают синонимом Cymbocarpum marginatum Boiss.. Ряд источников определяют Kalakia синонимом рода Cymbocarpum.

## Распространение
Род является эндемичным для Ирана.